# 紐約地鐵R143型列車
紐約地鐵R143型列車是纽约地铁營運用的B系统标准轨距铁路客车，行進于L线。

## 簡介
列車由川崎重工業和庞巴迪运输參與製造。纽约市公共运输局拥有此列车共212辆，编号为8101-8312，配属于东纽约车辆基地。列车自2002年2月12日开始投入使用。
在1998年12月，纽约市公共运输局便向川崎重工業签订了订购B系统列车的合同。此列车的设计以A系统的R142A列车为基础，也具备了R110B列车的部分特点，列车于2001年12月4日成功試車，在2002年2月12日正式运行于L线，在2003年3月全部投入营运，成功的取代了R40和R40A列车。此外，部分列车还会在M线进行周末班车服务，取代了原来的R42列车，不过在2008年2月行驶于的M线的车辆改为R160A。同时，本列车的一人控制驾驶模式开始在2005年中期开始试行。。

## 列车图片

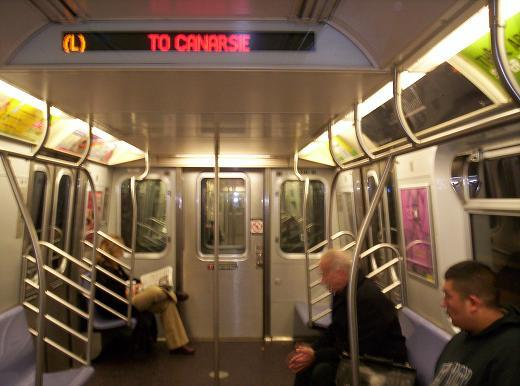
列车内部
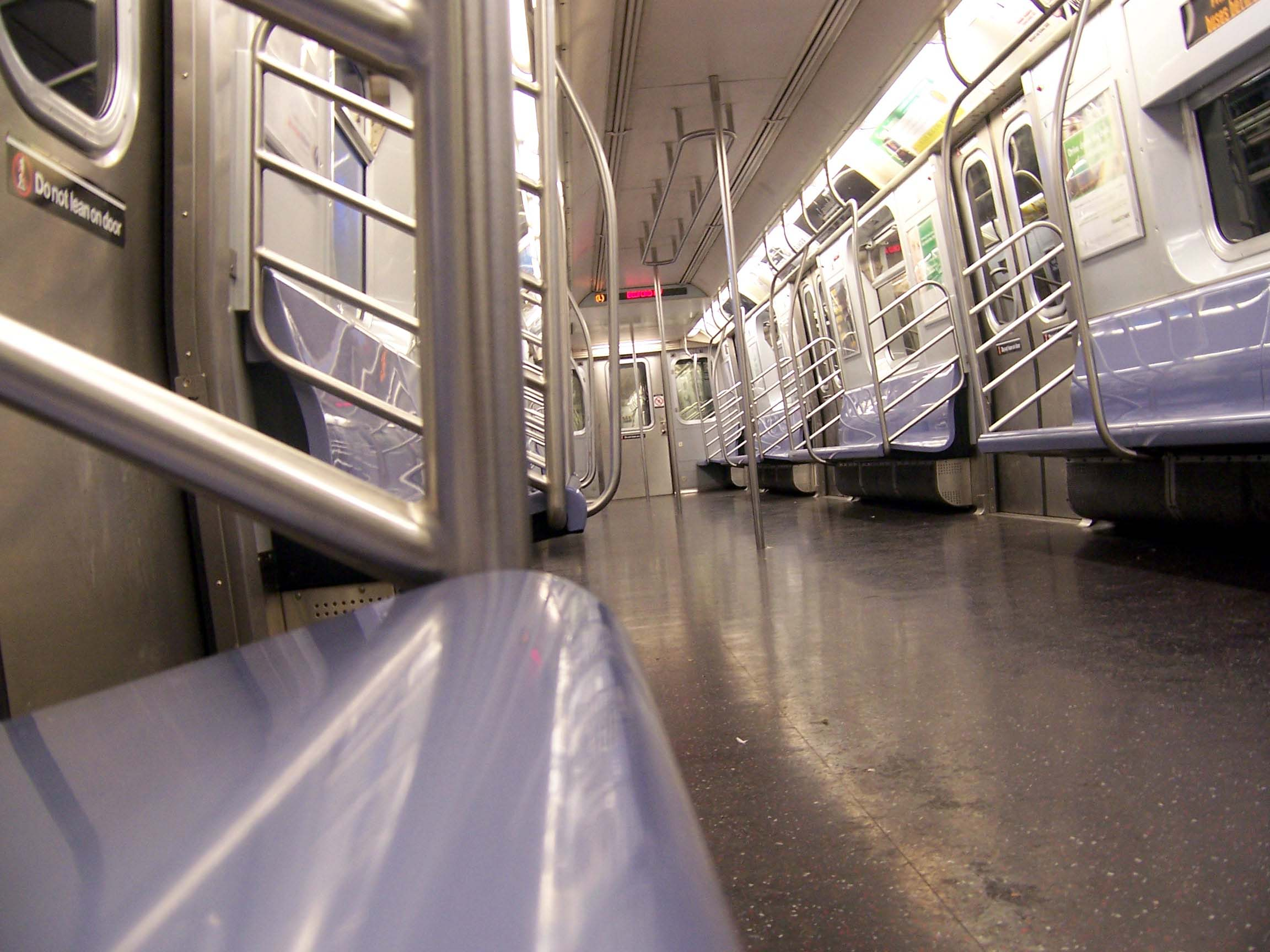
列车座位

## 事故
2006年，一辆编号为8277-8280的R143列车在卡納西车辆基地内撞到止衝擋导致8277号车厢受损严重，现在列车恢复使用时间未知。

## 外部連結
- 纽约地铁 - R143列车介绍 （页面存档备份，存于）（英文）